# Bohemia Gold

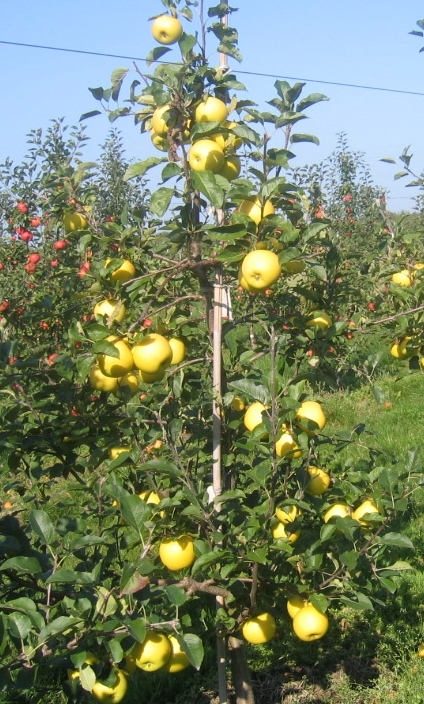
Pommier Bohémia Gold.

Bohemia Gold est un cultivar de pommier domestique.

## Synonymes
Gold Bohemia

## Description
- Calibre: moyen à gros (95 mm - 330 g)

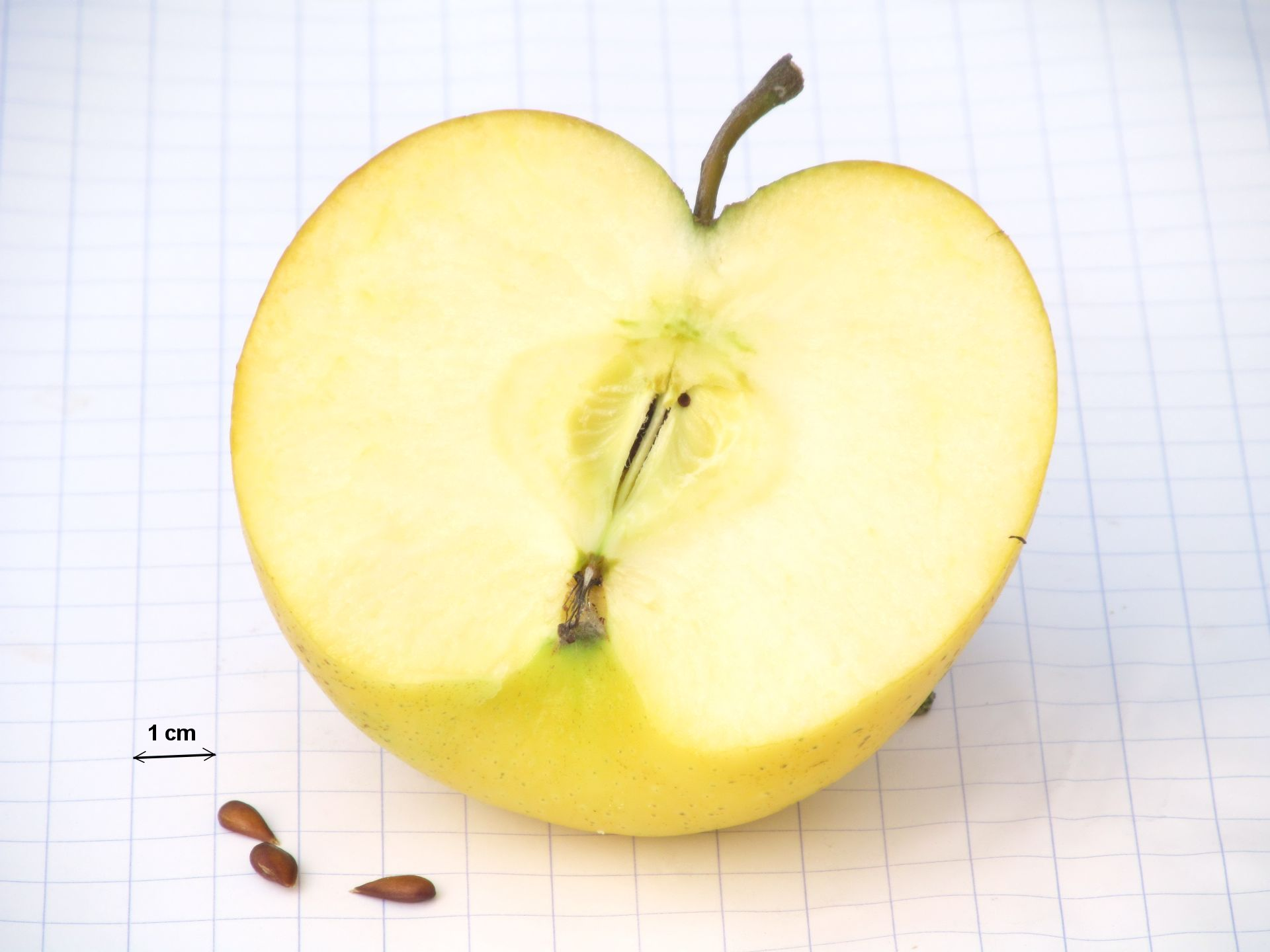
Coupe méridienne d'une pomme "Gold Bohemia"

- Peau: vert et jaune à maturité, avec lenticelles
- Chair: jaune, croquante et juteuse
- Longueur du pédoncule: long

## Parenté
Bohemia Gold est un mutant du cultivar Rubin.

## Pollinisation
Variété diploïde.
Pollinisée par: Alkmène, Cox's Orange Pippin, Discovery, Reinette de Landsberg, Ontario, Transparente Jaune.

## Culture
Cultivée en gobelets ou fuseaux alignés dans le viridarium de petits jardins familiaux.
Maturité: fin octobre.
Conservation: jusque février.